# Waimea (hrabstwo Hawaii)
Waimea – jednostka osadnicza w Stanach Zjednoczonych, w stanie Hawaje, w hrabstwie Hawaiʻi.